# Palicourea subscandens
Palicourea subscandens är en måreväxtart som beskrevs av Paul Carpenter Standley och Julian Alfred Steyermark. Palicourea subscandens ingår i släktet Palicourea och familjen måreväxter. Inga underarter finns listade i Catalogue of Life.